# Tatiana Thumbtzen
 (septembre 2009).
Si vous disposez d'ouvrages ou d'articles de référence ou si vous connaissez des sites web de qualité traitant du thème abordé ici, merci de compléter l'article en donnant les références utiles à sa vérifiabilité et en les liant à la section « Notes et références ».
Tatiana Thumbtzen, pseudonyme de Stephanie Yvonne Thumbtzen, née le 22 avril 1960 à Clearwater en Floride (États-Unis), est une danseuse devenue mannequin.
Elle est connue pour être la jeune femme du clip de la chanson The Way You Make Me Feel (1987) de Michael Jackson.

## Carrière
Tatiana Thumbtzen étudie la danse classique. Elle participe à des ballets de danse dès l'âge de 8 ans avant de déménager à New York durant son adolescence pour une bourse dans le domaine de la danse. Elle poursuit sa formation à la Juilliard School et à la School of American Ballet du chorégraphe George Balanchine[réf. nécessaire].
Elle rencontre en 1979 l'illustrateur Antonio Lopez avec qui elle apparaît dans son livre Antonio Girls.
Elle déclare dans une interview, qu'elle a acquis un contrat de mannequinat grâce à la danse. À l'âge de 19 ans, elle part travailler au Japon pour commencer sa carrière dans la mode[réf. nécessaire]. Une fois de retour à New York Thumbtzen commence à travailler sur un film produit par Harry Belafonte dénommé Beat Street [réf. nécessaire], avant de passer à Los Angeles fin 1986 pour commencer à travailler sur des publicités, dans le domaine commercial et de l'imprimerie. Un de ses premiers emplois est un travail d'impression pour une campagne publicitaire de Billy Dean Williams pour LA Eyewear.
En 1987, elle est choisie pour participer au clip The Way You Make Me Feel de Michael Jackson, où elle joue le rôle d'une jeune fille que le chanteur essaye de séduire. Elle participe ensuite à quelques concerts du Bad World Tour mais le 3 mars 1988, Tatiana embrasse Michael Jackson sur scène lors de l'interprétation du titre, ce qui n'était pas prévu. À la suite de ce malentendu, elle est remplacée par Sheryl Crow. Elle apparaît également à l'époque dans le second générique de la série télévisée A Different World (Campus Show), produite par Bill Cosby.
Un an plus tard, en 1989, elle fait la connaissance du fameux rival de Michael de l'époque, Prince, au Club 20-20 du quartier de Century City à Los Angeles. Ils se sont ensuite revus à plusieurs occasions, notamment pour assister à un concert de Teddy Riley. Elle est ainsi l'une des rares personnes à connaitre aussi bien à la fois Prince et Michael Jackson.
En 1988 et 1989, elle joue dans les films The Perfect Model et Identity Crisis. En 1990, elle participe à un épisode de la série télévisée Le Prince de Bel-Air avec Will Smith.
Comme mannequin nº 1 de l'agence Zoli, elle fait la couverture de plusieurs magazines de mode au Japon et continue ensuite à travailler dans le milieu de la mode.
Elle participe à plusieurs films documentaires concernant Michael Jackson comme Michael Jackson's Secret Childhood en 2005 ou encore Michael Jackson's Boys.

### Rumeurs
Certains biographes de Michael Jackson laissent entendre une idylle entre elle et Michael, voire beaucoup plus. Même si la mère de Michael, Katherine Jackson, aurait confirmé des rumeurs de mariage, Tatiana Thumbtzen dément cette version dans le livre qu'elle a écrit sur son histoire sous le titre de The Way He Made Me Feel: From The Memoirs Of Tatiana Y. Thumbtzen, ainsi que dans plusieurs interviews.